# Consistórios de Urbano II
Esta entrada reúne a lista completa dos consistórios para a criação de novos cardeais presididos pelo Papa Urbano II, com a indicação de todos os cardeais criados dos quais há informação documental (71 novos cardeais em 10 consistórios). Os nomes são colocados em ordem de criação.

## 1088
1. Domnizzone, criado cardeal-bispo de Sabina (faleceu por volta de 1090)
2. Odon de Châtillon, O.S.B.Clun., criado cardeal-bispo de Óstia (falecido em 1134)
3. Pietro Senex, criado cardeal-presbítero dos Santos Silvestre e Martinho nos Montes (falecido em 1099)
4. Amico, senior, O.S.B., abade do mosteiro de S. Lorenzo fuori le mura (Roma); criado cardeal-presbítero de Santa Croce in Gerusalemme (falecido em 1122)
5. Giovanni, criado cardeal-presbítero de Santa Anastácia (falecido por volta de 1115)
6. Gregório, criado cardeal-presbítero de São Crisógono (falecido em 1092)
7. Gianroberto Capizucchi, criado cardeal-presbítero de São Clemente (falecido em 1128)
8. Robert, criado cardeal-presbítero de Santo Eusébio (falecido depois de março de 1112)
9. Osso, sênior; criado cardeal-presbítero de São João e São Paulo (falecido em 1098)
10. Arroz, criado cardeal-presbítero de de São Lourenço em Dâmaso (falecido em 1118)
11. Leone, criado cardeal-presbítero de São Marcos
12. Gregorio Paparoni, criado cardeal-presbítero de Santa Maria além do Tibre (falecido em 1099)
13. Alberico, criado cardeal-presbítero de São Pedro Acorrentado (falecido em novembro de 1100)
14. Gregório, criado cardeal-presbítero Santa Priscila (falecido em 1122)
15. Alberico, criado cardeal-presbítero de Santa Sabina (falecido em 1092)
16. Paolo Gentili, criado cardeal-presbítero de São Sisto (falecido depois de 1106)
17. Benedict, criado cardeal-presbítero (título desconhecido) (falecido em 1118)
18. Landolfo Rangone, criado cardeal-presbítero de São Lourenço em Lucina (falecido em agosto de 1119)
19. Giovanni da Gaeta, O.S.B.Cas., Criado cardeal-diácono de Santa Maria em Cosmedin; então eleito Papa com o nome de Gelásio II em 24 de janeiro de 1118 (falecido em 1119)
20. Gregorio, O.S.B., abade do mosteiro de Subiaco; criado cardeal-diácono de Santa Lúcia em Septisolio (falecido em 1099)
21. Gregorio, criado cardeal-diácono de Santo Eustáquio (falecido em 1099)
22. Gregório Papareschi, senior, Can.Reg.Lat .; criado cardeal-diácono (diaconia desconhecida); então eleito papa com o nome de Inocêncio II em 14 de fevereiro de 1130 (falecido em 1143)
23. Raniero, criado cardeal-diácono de São Jorge em Velabro (morreu cerca de 1099)
24. Cosma, criado cardeal-diácono de Santa Maria em Aquiro (falecido após abril de 1139)
25. Giovanni, O.S.B., criado cardeal-diácono de Santa Maria em Domnica (falecido em maio de 1117)
26. Pagano, criado cardeal-diácono de Santa Maria da Scala (falecido em 1101)
27. Leão, O.S.B.Cas., Criado cardeal-diácono de Santos Vito, Modesto e Crescência (falecido em 1116)
28. Azone, criado cardeal-diácono (diaconia desconhecida)

## 1090
1. Ubaldo, criado cardeal-bispo de Sabina (falecido depois de abril de 1094)
2. Bovo, criado cardeal-bispo de Labico (falecido depois de abril de 1111)
3. Oddone, criado cardeal-bispo de Albano (morreu cerca de 1096)
4. Giovanni, criado cardeal-diácono de Santo Adriano no Fórum (falecido em 1099)

## 1091
1. Gualterio, criado cardeal-bispo de Albano (falecido em 1101)
2. Rangier, O.S.B., criado cardeal-presbítero de Santa Susana (falecido após março de 1112)

## 1092
1. Berardo, criado cardeal-bispo de Palestrina (falecido em 1098)
2. Bruno, criado cardeal-presbítero de Santa Sabina (falecido em 1099)

## 1093
1. Giovanni Minuto, criado cardeal-bispo de Frascati (falecido em 1111)

## 1094
1. Teodorico, criado cardeal-presbítero (título desconhecido) (falecido em dezembro de 1118)
2. Godofredo, O.S.B; criado cardeal-presbítero Santa Priscila (falecido em março de 1132)
3. Alberto, criado cardeal-presbítero (título desconhecido)

## 1095
1. Maurizio, criado cardeal-bispo do Porto (falecido por volta de 1100-1103)
2. Anastasio, criado cardeal-presbítero de São Clemente (falecido por volta de maio de 1125)
3. Buonsignore, criado cardeal-presbítero (título desconhecido)
4. Dietrich, criado cardeal-diácono (diaconia desconhecida)
5. Hermann, criado cardeal-diácono (diaconia desconhecida)
6. Hugues, criado cardeal-diácono (diaconia desconhecida)
7. Rogero, criado cardeal-diácono (diaconia desconhecida)

## 1097
1. Raniero, criado cardeal-presbítero de São Clemente (falecido em 1101)
2. Bernardo degli Uberti, O.S.B.Vall., cardeal-presbítero de São Crisógono (falecido em dezembro de 1133); canonizado

## 1098
1. Milon, criado cardeal-bispo de Palestrina (morreu cerca de 1104-1105)

## 1099
1. Offo, criado cardeal-bispo de Nepi (falecido depois de 1113)
2. Pietro, criado cardeal-presbítero de Santa Cecília (falecido em 1107)
3. Bobone, criado cardeal-presbítero dos Quatro Santos Coroados (falecido antes de 11 de abril)
4. Pedro, criado cardeal-presbítero de São Marcelo (falecido em 1112)
5. Raniero, criado cardeal-presbítero dos Santos Marcelino e Pedro (falecido após abril de 1121)
6. Lamberto Scannabecchi, Can.Reg.O.S.A., criado cardeal-presbítero de Santa Praxedes; então eleito papa com o nome de Honório II em 15 de dezembro de 1124 (falecido em 1130)
7. Gerardo, criado cardeal-presbítero Santa Priscila (falecido por volta de 1100)
8. Otão, criado cardeal-presbítero de Santa Prudenciana (falecido em 1120)
9. Alberto, criado cardeal-presbítero de Santa Sabina (falecido em abril de 1100)
10. Sigizzone, idoso, criado cardeal-presbítero de São Sisto (falecido por volta de 1100)
11. Benedict, criado cardeal-presbítero de Santos Silvestre e Martinho nos Montes (falecido em 1102)
12. John, criado cardeal-presbítero (título desconhecido)
13. John, criado cardeal-presbítero (título desconhecido)
14. Litusense, criado cardeal-presbítero (título desconhecido)
15. Gionata, sênior, criado cardeal-diácono de Santos Cosme e Damião (falecido em 1106)
16. Bobone, criado cardeal-diácono de São Jorge em Velabro (falecido depois de 1107)
17. Gregório Caetani, criado cardeal-diácono de Santa Lúcia em Septisolio (falecido entre 1124 e 1130)
18. Estevão, criado cardeal-diácono de Santa Lucia em Silice (falecido em 1123)
19. Ugo, criado cardeal-diácono de São Nicolau no Cárcere (falecido após abril de 1117)
20. Aldo da Ferentino, criado cardeal-diácono dos Santos Sérgio e Baco (falecido em 1123)
21. Bernard, criado cardeal-diácono (diaconia desconhecida)